# Zijerveld's Limonade Industrie N.V.
Zijerveld's Limonade Industrie N.V. was een bottelaar van Coca-Cola in Nederland. Van 1936 tot 1973 was het productiebedrijf gevestigd in de Nederlandse plaats Alphen aan den Rijn. De verkoopmaatschappij bleef daar tot 1981. 

## Geschiedenis
Het bedrijf kwam voort uit het limonadeproductiebedrijfje en drankenhandel W.C. Zijerveld. In 1936 verwierf oprichter Willem Zijerveld een verkooplicentie voor de Amerikaanse frisdrank Coca-Cola en twaalf jaar later verkreeg hij de bottellicentie voor de frisdrank. Het concentraat kwam per schip in metalen vaten vanuit Amerika naar Amsterdam en daar haalde het bedrijf de vaten per vrachtauto op. De eerste flesjes werden in 1949 in een fabriekspand (voormalige stoomvruchtensappenfabriek 't Westland) aan de Julianastraat afgevuld.  Zijerveld’s was daarmee de tweede bottelaar van Coca-Cola in Nederland, na de N.V. Nederlandsche Coca-Cola Maatschappij in Amsterdam die in 1930 een fabriek had geopend in Sloterdijk.

Al snel bleek de bottelcapaciteit te klein en het bedrijf verhuisde in 1958 naar een nieuw gebouwde fabriek aan de Van Foreestlaan 3 in Alphen aan den Rijn. Op deze locatie konden in aanvang per dag 1800 flessen Coca-Cola en Fanta worden gebotteld..
In 1963 verwierf het bedrijf een bottellicentie voor Arnhem en omgeving en men nam eind 1964 in Arnhem een bottelfabriek in gebruik onder de naam Bottelmaatschappij Arnhem N.V. 
Na het overlijden van de oprichter in december 1971, werd de productie in Alphen eind 1972 stopgezet en met die van de vestiging Arnhem samengevoegd. De verkoopmaatschappij bleef nog wel in Alphen.  In het verzorgingsgebied van de fabriek woonden toen twee miljoen Nederlanders die door Zijerveld van frisdranken werden voorzien.
In 1981 verhuisden de productie uit Arnhem en de verkoopmaatschappij, na de naamsverandering in Fresh-co Fris B.V., naar Ede. Zeven jaar later werd het bedrijf samen met andere Coca-Cola-bottelarijen in Nederland overgenomen door de Nederlandse Coca-Cola Bottelmaatschappij B.V., een door Bottelo Schiedam, Bottelmaatschappij Dongen en Coca-Cola Nederland in 1988 opgericht bedrijf..
In 1990 stapte de directeur Wim Zijerveld (zoon van de oprichter) van Fresh-Co over naar Coca-Cola Nederland en werd daar adjunct-directeur. Uiteindelijk volgde in 1993 de overname van dit Nederlandse bottelbedrijf door het Amerikaanse Coca-Cola Enterprises, de grootste Coca-Cola-bottelarij ter wereld.

## Trivia
In 2011 werden bij een archeologisch proefsleuvenonderzoek langs de snelweg A12 bij Maarn vele honderden gebroken colaflessen gevonden die volgens de op de fles ingebrande en op de doppen geprinte teksten waren gevuld door Zijerveld in Alphen aan den Rijn. De flessen zijn daar in 1971 door een ongeval ten gevolge van gladheid terechtgekomen.